# Edward Hyde, 1. hrabě z Clarendonu
Edward Hyde, 1. hrabě z Clarendonu (Edward Hyde, 1st Earl of Clarendon, 1st Viscount Cornbury, 1st Baron Hyde) (18. února 1609, Dinton, Anglie – 9. prosince 1674, Rouen, Francie) byl anglický státník, právník a spisovatel. Jako stoupenec Stuartovců dosáhl vlivného postavení za anglické revoluce, po obnovení monarchie patřil k nejdůležitějším osobnostem Anglie. Po obvinění z velezrady musel nakonec uprchnout a dožil v exilu ve Francii. Jeho dcera Anna byla manželkou pozdějšího krále Jakuba II., za jeho vlády dosáhli vysokého postavení Edwardovi synové Henry a Lawrence.
Pocházel z nevýznamné šlechtické rodiny s právnickou tradicí, byl synem Henryho Hydea (1563–1634). Původně se měl stát duchovním, ale po předčasné smrti svých dvou starších bratrů byl předurčen pro právnickou kariéru. Vystudoval v Oxfordu a od roku 1633 působil jako soudce. V letech 1640–1649 byl členem Dolní sněmovny, kde původně kritizoval královskou politiku, ale brzy se stal předním stoupencem Karla I., v letech 1643–1646 byl kancléřem pokladu. Po popravě Karla I. žil v exilu s královými syny, pro Karla II. také nadále vykonával úřad kancléře pokladu (1646-1660), od roku 1658 byl též lordem kancléřem.

## Kariéra v obnovené monarchii
Po restauraci Stuartovců se vrátil do Anglie a zaujal přední pozici v obnovené monarchii. Krátce ještě vykonával úřad kancléře pokladu (1660), nadále ale zůstal hlavně lordem kancléřem (1660–1667). Kromě toho byl prezidentem státní rady pro obchod (1660–1668) a státní rady pro kolonie (1660–1670). V roce 1660 povýšen na barona a povolán do Sněmovny lordů, v roce 1661 získal titul hraběte z Clarendonu. Kromě toho zastával funkce lorda-místodržitele v hrabstvích Oxford (1663–1670) a Wiltshire (1667–1670) a v letech 1660–1667 byl také kancléřem oxfordské univerzity. Měl obrovskou moc, kterou zneužíval k vlastnímu obohacení a prosazování své rodiny, čímž na sebe soustředil nepřízeň lidu, naopak u mravně uvolněného dvora byl neoblíben pro svůj asketický životní styl. Po prodeji přístavu Dunkerque Francii byl obviněn, že se nechal podplatit Ludvíkem XIV. a pro Anglii uzavřel nevýhodnou transakci. Obžalobu z velezrady sice zamítla Sněmovna lordů, Clarendon ale v listopadu 1667 uprchl do Francie a byl zbaven úřadů, některé posty si ale formálně udržel do roku 1670. Zemřel v Rouenu, jeho tělo bylo krátce poté převezeno do Anglie a pohřbeno ve Westminsteru.
Kromě nesporných schopností právníka a politika se uplatnil také jako spisovatel a literární talent zúročil v uznávaném díle Dějiny revoluce a občanské války (The History of Rebellion). Dílo se dočkalo řady vydání, naposledy jej vydala v roce 2009 oxfordská univerzita.

## Rodina a potomstvo

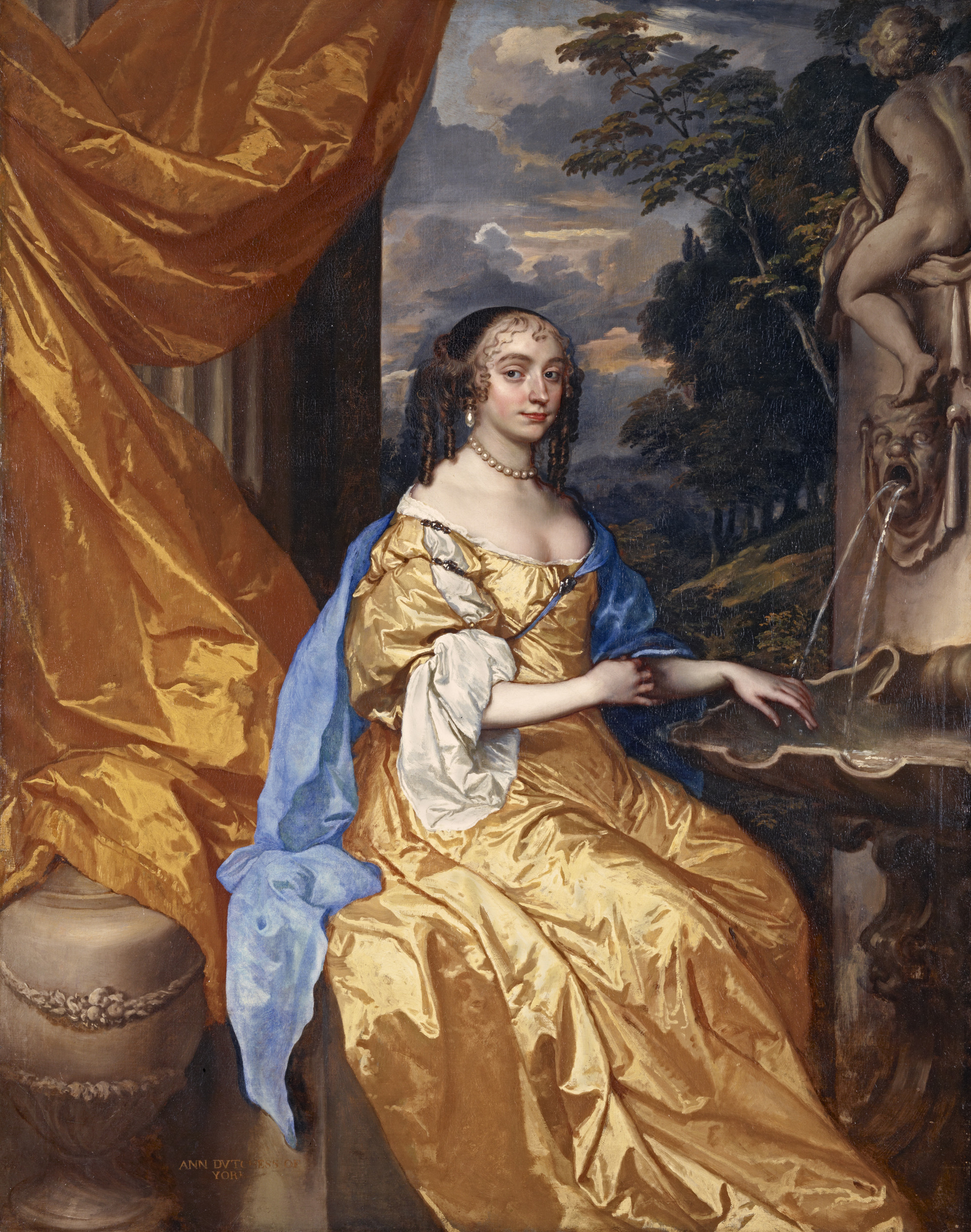
Anne Hyde, vévodkyně z Yorku, dcera 1. hraběte z Clarendonu, manželka Jakuba II.

Byl dvakrát ženat, z druhého manželství s Frances Aylesbury (1617–1667) měl šest dětí. Starší synové Henry Hyde, 2. hrabě z Clarendonu a Lawrence Hyde, 1. hrabě z Rochesteru pokračovali v rodové kariéře a za vlády svého švagra Jakuba II. dosáhli vlivného postavení. Třetí syn Edward (1645–1665) studoval v Oxfordu a v letech 1664–1665 byl krátce členem Dolní sněmovny. Nejmladší Richard (1650–1682) sloužil u námořnictva a zemřel na moři. Dcera Anna (1637–1671) se v roce 1659 provdala za vévodu z Yorku, pozdějšího Jakuba II., mladší dcera Frances byla manželkou irského politika Sira Thomase Keightleye (1650-1719).
Po restauraci monarchie se uplatnili i vzdálenější příbuzní 1. hraběte z Clarendonu, jeho bratranec Sir Robert Hyde (1595–1665) byl v letech 1663–1665 lordem nejvyšším sudím, další bratranec Alexander Hyde (1598–1667) byl v letech 1665–1667 biskupem v Salisbury.
Rodovým sídlem byl zámek Cornbury Park (Oxfordshire).